# Letiště Berlín-Tempelhof
Letiště Berlín-Tempelhof, známé také jako Zentralflughafen Berlin-Tempelhof (Ústřední letiště Berlín-Tempelhof), je bývalé berlínské civilní letiště. Spolu s dalšími bývalými civilními letišti Berlín-Tegel, Berlín-Schönefeld a převážně vojenským letištěm Berlín-Gatow tvořilo letiště ve čtvrti Tempelhof čtveřici páteřních letišť pro německé hlavní město po 2. světové válce. Tempelhof leží v městském obvodu Tempelhof-Schöneberg (v bývalém americkém sektoru města). Jeho velikou výhodou byla jeho poloha v centru města. Sloužilo zejména jako letiště pro obchodní cesty.

## Historie

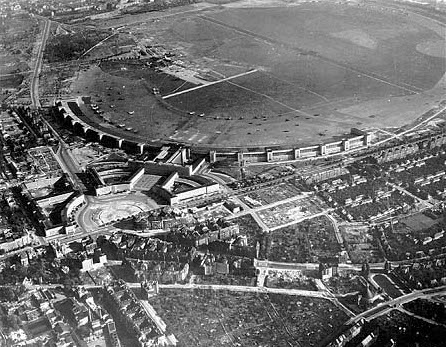
Letiště po druhé světové válce

Na pozemku letiště se konaly pokusy s létajícími aparáty již roku 1883. Roku 1909 zde americký pilot Orville Wright dosáhl tehdejšího světového rekordu vzlétnutím do výšky 172 metrů. Pravidelná doprava byla zahájena 8. října 1923 – a tím se toto letiště stalo vůbec prvním dopravním letištěm na světě (od roku 1927 s možností přestupu na stanici metra). Letiště se roku 1926 stalo domovským letištěm společnosti Deutsche Luft Hansa Aktiengesellschaft (od roku 1933 pak Lufthansa). Roku 1930 zde přistála vzducholoď Graf Zeppelin při návratu z USA. V třicátých letech patřilo letiště v Tempelhofu k nejvíce frekventovaným na světě a brzy dosáhlo hranic svých kapacit.
Po nástupu nacistického režimu bylo letiště v letech 1934 až 1936 znovu vybudováno (úplné dokončení 1939) podle přání nacistického vedení jako ústřední letiště nacistického Německa. Rozšíření bylo svěřeno architektu Ernstu Sagebielovi a po rozšíření mělo dosáhnout kapacity 6 milionů cestujících ročně.
V dubnu 1945 bylo letiště obsazeno sovětskou armádou, a již 4. července téhož roku bylo v souvislosti se zřízením spojeneckých sektorů předáno americké správě. Mezi červnem 1948 a květnem 1949, během berlínské blokády, stálo letiště v centru světové pozornosti jako jedno z tehdy dvou berlínských letišť tzv. leteckého mostu; v jistých fázích zde přistálo nebo startovalo letadlo každých 90 sekund. Na tyto události upomíná i pomník na prostranství před letištěm.
Roku 1950 povolil vrchní komisař USA civilní dopravu. Osobní dopravu obstarávaly zejména společnosti Pan Am a BEA (Air France jen do roku 1960). Roku 1975 byla civilní doprava přesunuta na letiště Berlín-Tegel, letiště v Tempelhofu zůstalo výlučně vojenským letištěm. Až roku 1985 došlo opět k otevření letiště, doprava se týká však pouze obchodních cest. Dne 3. října 1990 bylo letiště otevřeno jiným leteckým společnostem, v srpnu 1994 byly uzavřeny poslední služební úřady americké armády.

## Architektura

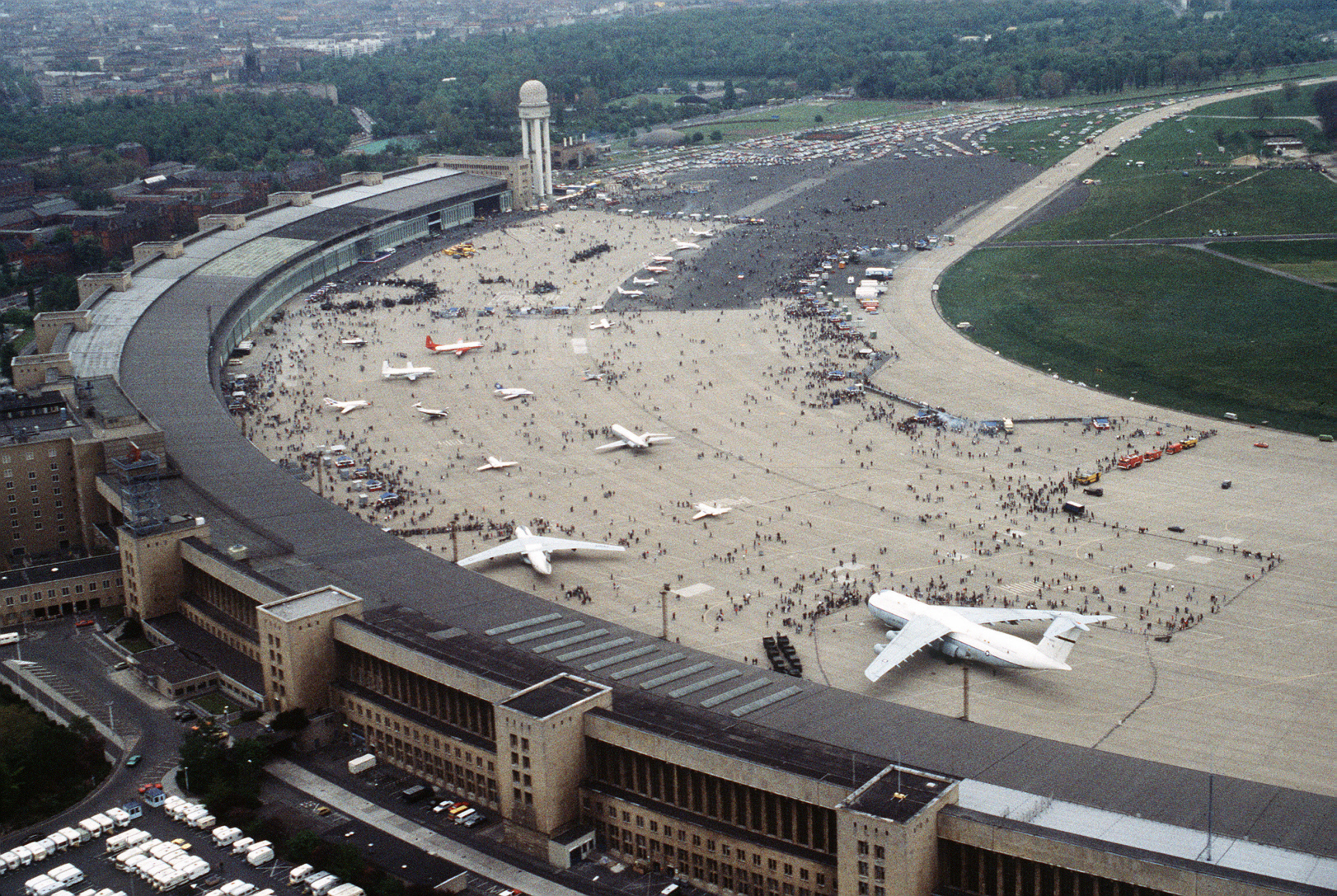
Letiště Berlín-Tempelhof v roce 1984

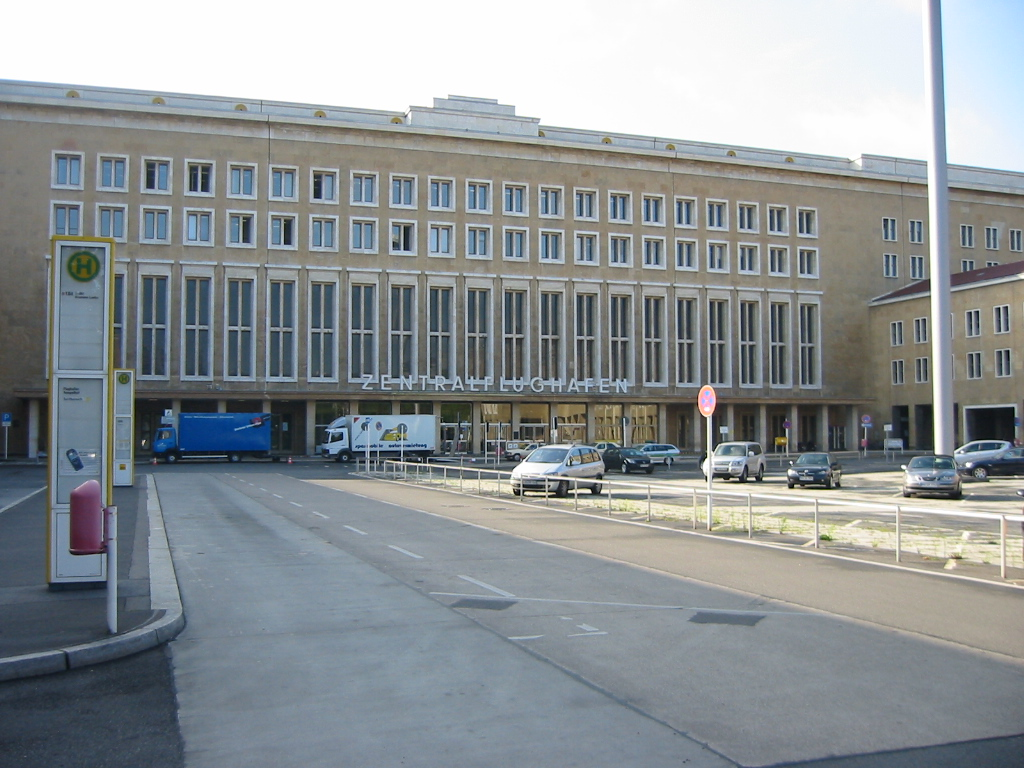
Vchod do hlavní budovy

Značnou roli při plánování letiště a jeho realizaci hrála skutečnost, že toto letiště bylo koncipováno pro hlavní město Germania (to mělo být hlavním městem nejen Třetí říše, ale i celého světa; jednalo se o projekt architekta Alberta Speera).
Projektováním letiště pověřený architekt Ernst Sagebiel Hitlerovým megalomanským požadavkům vyhověl a tak vzniklo letiště, jehož budova byla svého času největší souvislou budovou na světě: 284 000 m² zastavěné plochy (dnes 3. místo za Pentagonem ve Washingtonu a Ceauçescovou budovou paláce parlamentu v Bukurešti). Hlavní budova s nástupišti se rozpíná přes 1230 metrů a je mírně zaokrouhlená; napojuje se tak na kruhovitou letištní plochu o rozměru přibližně 2 krát 2 km, původně jen travnatou, která umožňovala přistání a start jakýmkoli směrem (a tedy vždy optimálně proti větru).
K letištním budovám patří i obrovské sklepní prostory, sahající až tři patra pod úroveň. Byly zde umístěny archivy, malá elektrárna, montážní haly pro letadla, po válce se zde nacházelo velitelské ústředí armády USA. Tyto prostory však zůstaly nedostavěné, protože roku 1942 bylo rozhodnuto výstavbu pozastavit (to se týkalo i některých nadúrovňových objektů). Dnes jsou prostory uzavřené.

## Význam letiště

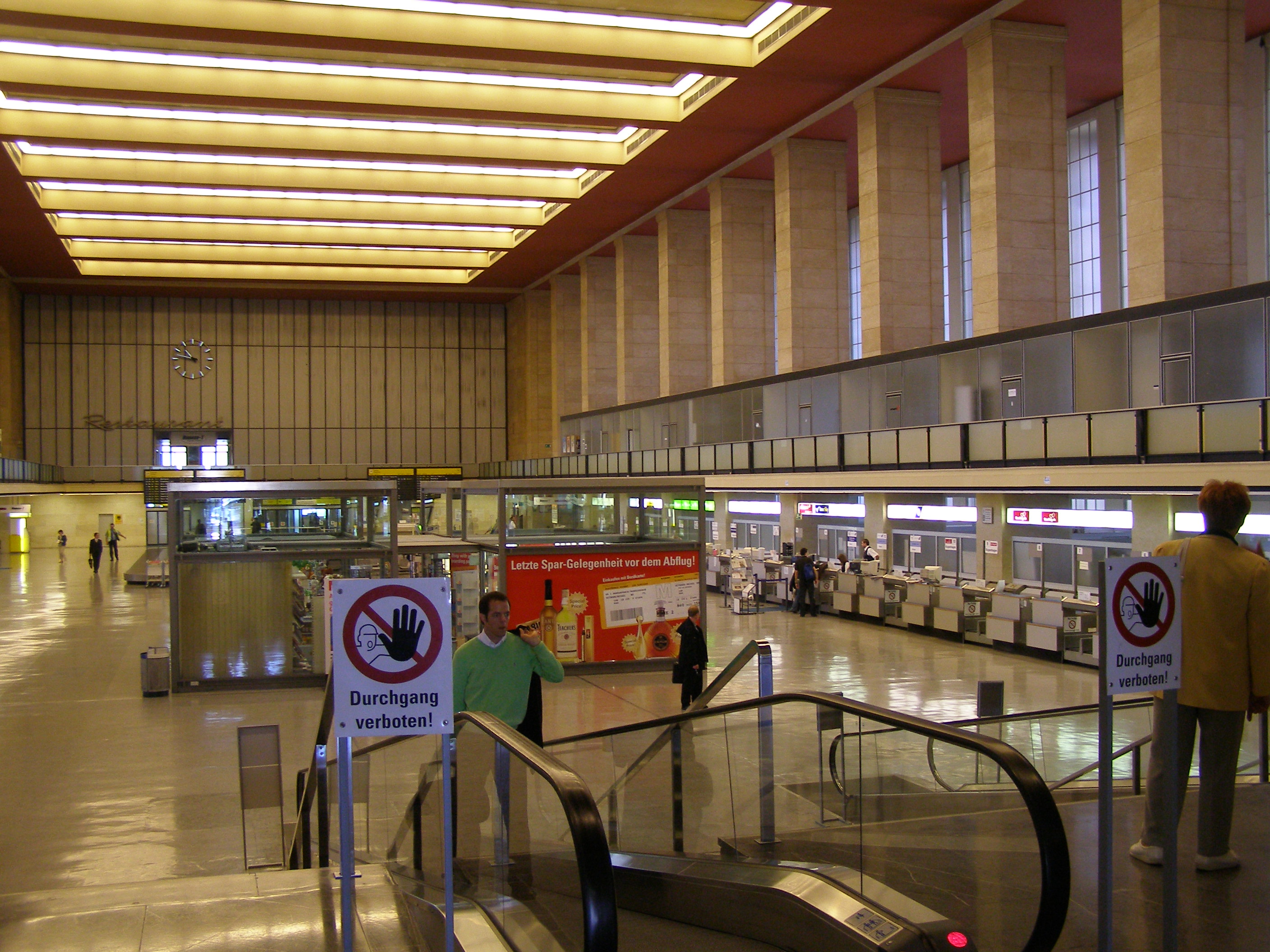
Hlavní hala letiště

Po dlouhou dobu bylo letiště Berlín-Tempelhof jediným spojením Západního Berlína s okolním světem (letiště Berlín-Tegel otevřelo až roku 1960), které se vymykalo kontrole pohraničních orgánů NDR. I vzhledem k napojení na městskou dopravu bylo letiště jistým unikátem na světě: stanice metra se nachází snad jen 250 metrů od východu z hlavní haly, což zvyšovalo jeho popularitu. Tato centrální poloha vedla však na druhé straně k nadměrnému zatížení obyvatelstva ve velkých přilehlých plochách – přistávací a vzletové dráhy se nacházejí jen několik desítek metrů od prvních obytných domů, cestující měli někdy pocit, že přistávají v berlínských ulicích.
Kapacita letiště před jeho uzavřením 1975 (4,5 milionu cestujících) byla často překročena. Obliba letů byla vysoká, nejen pro možnost nekontrolovaného cestování, ale i vzhledem k tomu, že lety mezi Berlínem a SRN byly po dlouhou dobu státně subvencovány.
Vzhledem ke krátkým vzletovým a přistávacím drahám se letiště však nehodilo pro moderní velká letadla pro zámořské lety. Americké letectvo zde sice použilo letadla jako Lockheed C-5 Galaxy nebo Boeing 747SP, ovšem jen bez zátěže a ve výjimečných situacích.
Radar, nacházející se na letišti, byl nejvýchodnějším americkým radarem v Evropě.

## Budoucnost

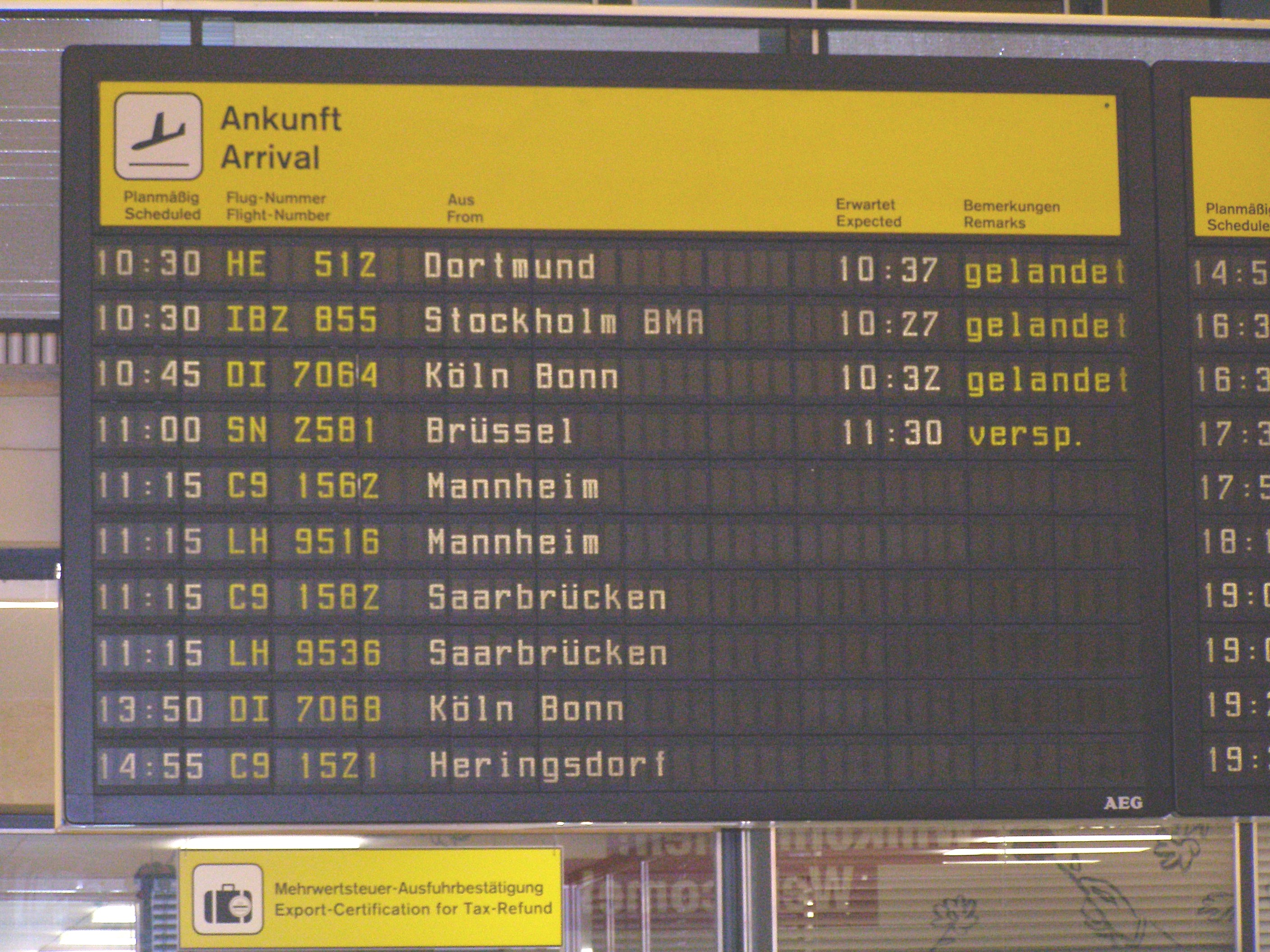
Přílety srpen 2006

Diskuse o budoucnosti letiště se vedla po dlouhá desetiletí. Pro uzavření se uváděly zejména dva důvody:
- bezpečnost – vzhledem k poloze letiště, které se nachází v centru města v zastavěné oblasti; k tomu přistupují i aspekty hluku
- hospodárnost provozu vzhledem ke konkurenci dvou dalších a větších letišť

Uzavření letiště bylo plánováno berlínským senátem k 31. říjnu 2004; proti tomu se bránily společnosti, nejen s argumenty atraktivnosti letiště, ale i propočty o možných hospodářských dopadech. V soudním řízení bylo uzavření letiště pak v září 2004 odsunuto a s uzavřením se počítalo k 21. říjnu 2008. Civilní provoz letiště byl ukončen 30. října 2008.
Zdá se však, že celý komplex bude přibližně v dnešní podobě zachován: budovy jsou pod ochranou památkové péče, plocha letiště má jako velká zelená plocha v centru města značný vliv na místní klima.

## Současnost
Od roku 2010 se plocha letiště využívá jako park pro volnočasové aktivity, známý jako Tempelhofer Feld. Je to největší park v centru města na celém světě, rozlohou překonal i Central park v New Yorku. Budovy patřící k letištnímu komplexu jsou dnes využity pro německou státní a kriminální policii. Ostatní plochy jsou obsazeny soukromými společnostmi z oblasti IT, design atd.
Další prostory je možné pronajmout pro soukromé potřeby, konference, výstavy. Dvakrát ročně se zde koná Berlin Fashion Week (v lednu a červenci).
Pro návštěvníky, kteří neměli možnost navštívit letiště za dob své největší slávy mají možnost zúčastnit se prohlídky letiště, kde se dozví mnoho zajímavých faktů o historii tohoto monumentálního letiště.
Od roku 2015 (s přestávkou v roce 2016) se zde každoročně koná EPrix Berlína v elektrické závodní sérii Formula E.